# Vulcanoide

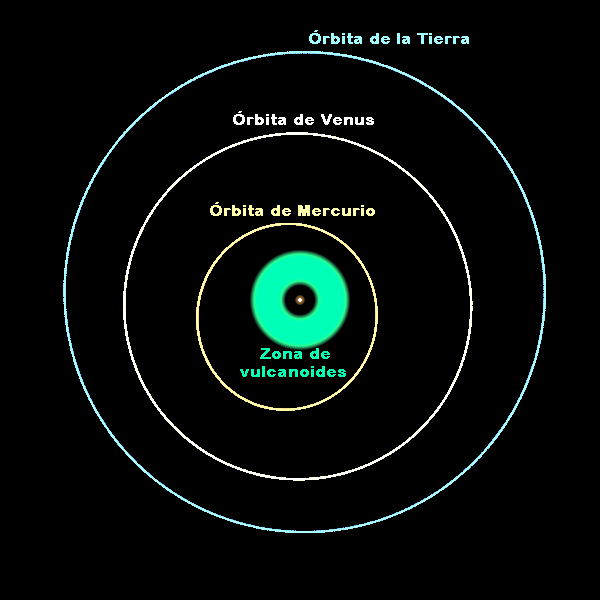
Anillo de vulcanoides en verde fosforescente.

Los vulcanoides son una población hipotética de asteroides que podrían orbitar alrededor del Sol en una zona dinámicamente estable dentro de la órbita del planeta Mercurio. Se les denomina así por el hipotético planeta Vulcano, cuya existencia fue refutada en 1915. Ningún vulcanoide ha sido descubierto hasta la fecha y no existe ninguna prueba que apoye su existencia.
En caso de existir, los vulcanoides serían difícilmente detectables ya que serían muy pequeños y quedarían ocultos por el brillante resplandor del Sol. Debido a su proximidad al Sol, la búsqueda desde la Tierra sólo puede llevarse a cabo durante el crepúsculo o los eclipses solares. Cualquier vulcanoide que existiera tendría unas dimensiones que deberían encontrarse entre los 100 metros y los 60 km de diámetro y se encontraría probablemente en órbitas casi circulares cerca del borde exterior de la zona gravitacionalmente estable.
Los vulcanoides, en caso de ser encontrados, pueden proveer a los científicos con material del primer período de la formación de los planetas, así como conocimiento de las condiciones prevalecientes en los inicios del sistema solar. A pesar de que se han encontrado objetos astronómicos en todas las demás regiones gravitacionalmente estables del sistema solar capaces de contenerlos, las fuerzas no gravitatorias, como el efecto Yarkovsky, o la influencia de una migración planetaria en las primeras etapas del desarrollo del sistema solar pueden haber agotado esta área de cualquier asteroide que se hubiera podido encontrar allí.

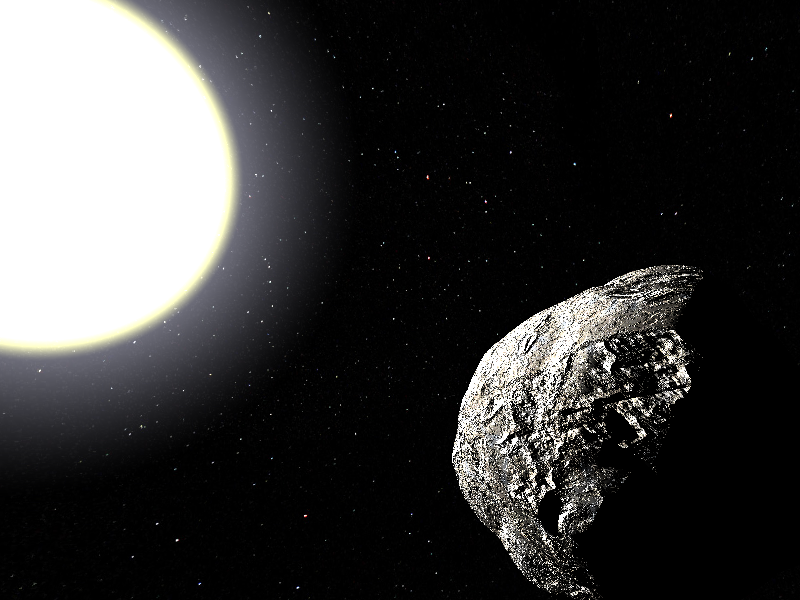
Una visión artística de un asteroide vulcanoide.

- Datos: Q830162